# هنري تشامبرلين راسيل
هنري تشامبرلين راسيل (بالإنجليزية: Henry Chamberlain Russell)‏ (و. 1836 – 1907 م) هو عالم فلك، وعالم أرصاد جوية  وكان عضواً في الجمعية الملكية .
توفي في سيدني، عن عمر يناهز 71 عاماً.

## جوائز
حصل على جوائز منها:
- زميل في الجمعية الملكية.